# Т-80 (лаки тенк)
Т-80 је био последњи совјетски лаки тенк током Другог светског рата.
Током 1943. године Совјетски Савез је донео одлуку о изградњи лаког тенка који би требало да замени Т-70 и Т-60 који су проглашени преслабим за тренутне потребе бојишта. Овај покушај градње снажније верзије својих претходника је проглашен неуспехом недуго по изласку првих модела с производне траке. Пре забране производње свих лаких тенкова у октобру 1943. године било је довршено само 120 тенкова Т-80.
Разлике између Т-70 и овог тенка су биле премале да би спасиле пројекат од уништења. Те разлике су укључивале јачање оклопа и смештај двојице тенкиста у куполу, што је било у супротности с Т-70 и Т-60 који су имали само једног тенкисту у куполи.